# 石蟹站
石蟹站（日语：／ Ishiga eki */?）是位於岡山縣新見市石蟹，西日本旅客鐵道（JR西日本）的伯備線車站。車站編號為「JR-V17」。

## 歷史
- 1928年（昭和3年）10月25日 - 國有鐵道伯備線全線開通（備中川面站至足立站之間開業），此站啟用。但是，包含此站在內，備中川面站至上石見站之間在同年11月25日才開始營運。
  - 當時車站地址為岡山縣阿哲郡石蟹鄉村石蟹。
- 1954年（昭和29年）6月1日 - 隨著新見市（第一次）成立，車站地址為岡山縣新見市新見市石蟹。
- 1987年（昭和62年）4月1日 - 伴隨國鐵分割民營化，車站由西日本旅客鐵道（JR西日本）營運。
- 2005年（平成17年）3月31日 - 隨著新見市（第二次）成立，車站地址為岡山縣新見市石蟹。

## 車站構造

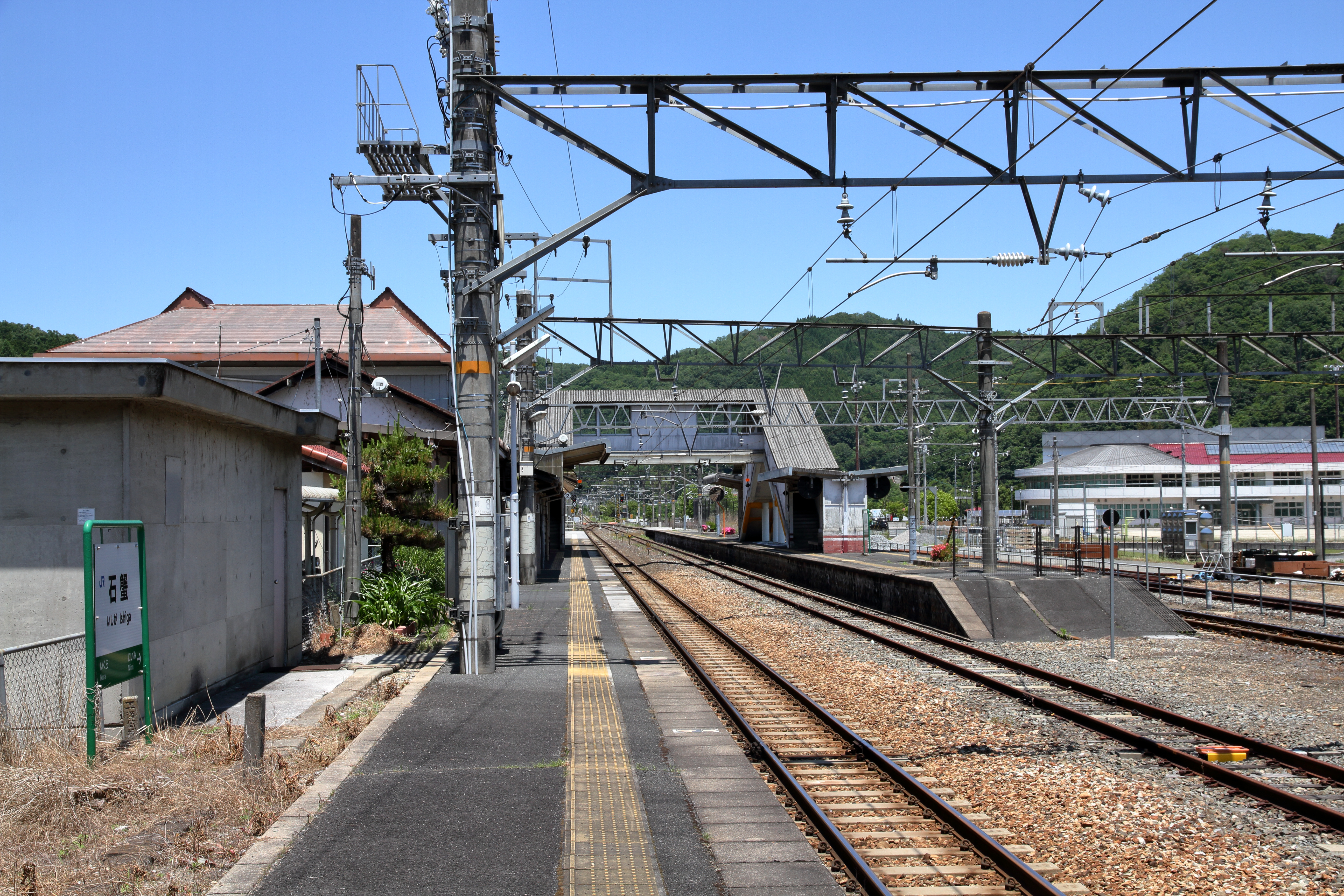
月台（2024年6月）

車站是一座地面車站，設有2面3線的單式、島式月台。新見方向為單線鐵路，倉敷方向為雙線鐵路。車站大樓位於單式月台（1號月台）旁邊。月台之間設有跨線橋連接。
車站由新見站管理，為簡易委託車站。車站內設有POS終端發售車票。

### 月台
| 月台 | 路線         | 上下行       | 方向           |
| ---- | ------------ | ------------ | -------------- |
| 1    | 伯備線       | 上行         | 倉敷、岡山方向 |
| 2    | （後備月台） | （後備月台） | （後備月台）   |
| 3    | 伯備線       | 下行         | 新見、米子方向 |

1號月台為上行本線，3號月台為下行本線，2號月台為上下行副本線，現時沒有定期旅客列車使用該月台。

## 使用狀況
以下為近年1日平均乘車人次列表：
| 乘車人次變化 | 乘車人次變化    |
| 年度         | 1日平均乘車人次 |
| ------------ | --------------- |
| 1999         | 139             |
| 2000         | 140             |
| 2001         | 141             |
| 2002         | 134             |
| 2003         | 137             |
| 2004         | 135             |
| 2005         | 139             |
| 2006         | 131             |
| 2007         | 138             |
| 2008         | 130             |
| 2009         | 124             |
| 2010         | 118             |
| 2011         | 126             |
| 2012         | 125             |
| 2013         | 123             |
| 2014         | 120             |
| 2015         | 110             |
| 2016         | 113             |
| 2017         | 113             |
| 2018         | 104             |

## 車站周邊
- 石蟹簡易郵局
- 新見市立新見南中學
- 新見市立新見南小學
- 大本八幡神社
- 高梁川
- 國道180號（日语：国道180号）

## 相鄰車站
西日本旅客鐵道
 伯備線
井倉（JR-V16）－石蟹（JR-V17）－新見（JR-V18）

## 注腳
1. ↑  岡山縣統計年報

## 外部連結
- 石蟹｜車站資訊：JR出門網 - 西日本旅客鐵道